# كوينسي تافاريس
كوينسي تافاريس (بالهولندية: Quincy Hogesteger)‏ هو لاعب كرة قدم هولندي في مركز الوسط، ولد في 1 فبراير 2001 في روتردام في هولندا. لعب مع نادي دوردريخت.

## وصلات خارجية
- كوينسي تافاريس على موقع قاعدة بيانات كرة القدم.إي يو (الإنجليزية)
- كوينسي تافاريس على موقع Soccerway.com (الإنجليزية)